# Viel-Saint-Remy

Viel-Saint-Remy este o comună în departamentul Ardennes din nordul Franței. În 1 ianuarie 2022 avea o populație de 300 de locuitori.